# 僾略特
僾略特·馬克·瓊斯是一名英國企業家和電動遊戲開發商，從2015年開始，他住在台灣台北。

## 創業經歷
在2015年，Redactem的發展開始。 2016年7月，該遊戲成為IndieGameStand最高評分的遊戲。 隨後於2016年8月在Steam上上市。截至2018年5，Redactem擁有超過10萬名玩家。Redactem從The Inner Circle Games Network獲得8.2/10的評分，來自Without the Sarcasm的8/10，來自Tilting at Pixels的7/10，來自Defunct Games的B-。遊戲的圖像由居住在台灣的Piotr Kotlinski創作。
在Redactem上市之後，僾略特創立了Indie Advertisers，這是一家廣告公司，截至2018年5月，已經幫超過600項獨立電動遊戲商推廣。在宣傳超過600個遊戲裡，最著名的其中六個是 Illyriad，Phoenix Dynasty 2，Mindnight，Vigilantes，Willy-Nilly Knight和Lotia。
2018年，僾略特惡跟他伴侶創作了Pinyin Cinema，一個專門對於中國語言學習者的電影媒體網站。網站上的所有電影都有拼音字幕。